# DDR-Oberliga
La DDR-Oberliga è stata la massima serie del campionato di calcio della Germania Est. È stata disputata generalmente sotto forma di un unico girone all'italiana composto da 14 squadre a partire dal 1948 e fino al 1991. In questo anno, in seguito alla riunificazione tedesca, tutti i club sono entrati nel sistema calcistico della Germania Ovest per formare l'attuale campionato tedesco di calcio.
La squadra più titolata è stata le BFC Dynamo, che ha conquistato dieci vittorie consecutive a partire dal 1978.

## Storia
Al termine della seconda guerra mondiale la Gauliga, istituita nel 1933 dal regime nazista, lascia il posto ai vari campionati che sorgono nelle quattro zone d'occupazione della Germania. Nella parte orientale i sovietici sciolgono tutte le associazioni calcistiche, che vengono sostituite delle SG (Sportgemeinschaften, "comunità sportive"), strutture amatoriali che hanno lo scopo promuovere lo sport di massa. Nel 1948 prende invece il via un primo campionato, denominato Ostzonenmeisterschaft: costituito da una fase a più gironi seguito da un'altra a eliminazione diretta, viene vinto dal Planitz.

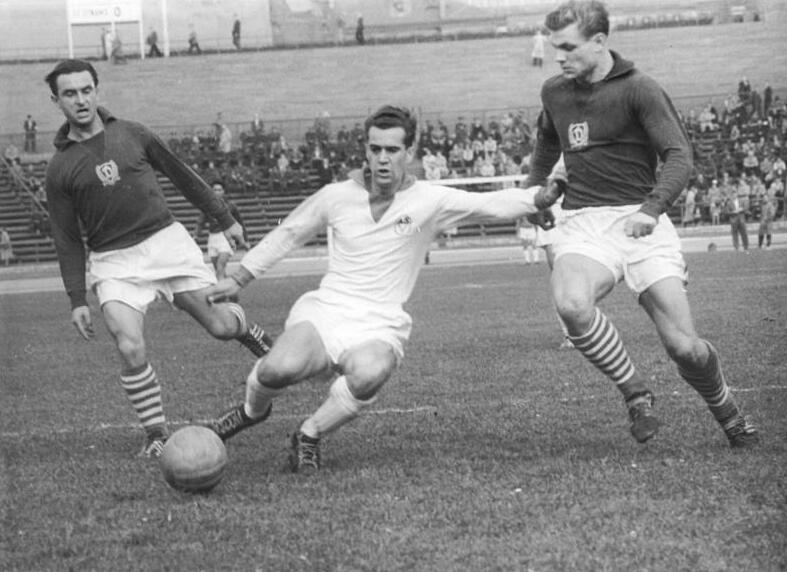
- 2-1 del 1959.

Le cose cambiano dal 1949, quando viene proclamata la Repubblica Democratica Tedesca: nasce un nuovo sistema calcistico a girone unico, che dalla metà del decennio successivo sarà sempre composto da 14 squadre. Le nuove autorità accentrano tutte le decisioni su ogni aspetto della vita dei cittadini, quindi anche quelle sul calcio: i club vengono nazionalizzati e sono associati a specifici settori industriali (le varie Lokomotive, Chemie, Aufbau, Stahl e Wismut), oppure a enti o a organizzazioni statali, come la Stasi (le Dinamo) o l'esercito (le Vorwärts). Per concentrare le risorse nei maggiori centri del Paese, e per motivi politici, alcuni club vengono trasferiti forzatamente in altre città: ad esempio, nella stagione 1954-1955 l'Empor Lauter, squadra di un piccolo centro al confine con la Cecoslovacchia che si trova inaspettatamente in cima alla classifica, viene trasferita di notte a Rostock divenendo in seguito l'Hansa Rostock, mentre i campioni in carica della Dinamo Dresda vengono tesserati nella neonata BFC Dynamo e la Vorwärts viene trasferita da Lipsia alla capitale diventando quindi Vorwärts Berlino; infine, la sede del Wismut viene spostata da Aue a Karl Marx Stadt. Inoltre nei grandi centri urbani le società si trasformano in Sportclub: questi sono dotate delle migliori strutture, e sono il punto di arrivo dei giocatori più promettenti.

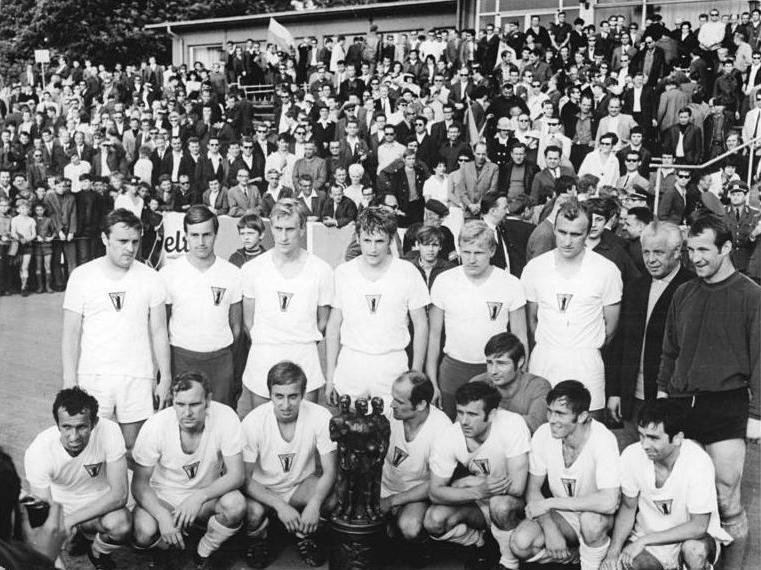
Il nel 1970.

Nel 1955 il torneo comincia ad essere giocato all'interno di un singolo anno solare. I primi tre titoli di questo periodo (1955, 1956 e 1957) vengono vinti dal Wismut Karl-Marx-Stadt, che diventa così il club con più vittorie: il Turbine Halle e il Turbine Erfurt rimangono infatti fermi a due. Nel 1958 si registra invece il primo successo per la Vorwärts Berlino, che raggiunge il Wismut al termine dell'Oberliga 1961-1962. Questa stagione, che segna anche il ritorno di un torneo disputato a cavallo di due anni, vede anche una compagine della Germania Est raggiungere la semifinale nella Coppa delle Coppe: si tratta del Carl Zeiss Jena, nel quale milita anche Peter Ducke. La squadra vince poi il suo primo titolo l'anno seguente, mentre l'Oberliga 1963-1964 viene conquistata, contro tutti i pronostici, dal Chemie di Lipsia. La storia di questo club è particolare: nella città ci sono due compagini, quella che diventerà la Lokomotive Lipsia e appunto il Chemie, che è però costituito essenzialmente da giocatori scartati dai più quotati concittadini.

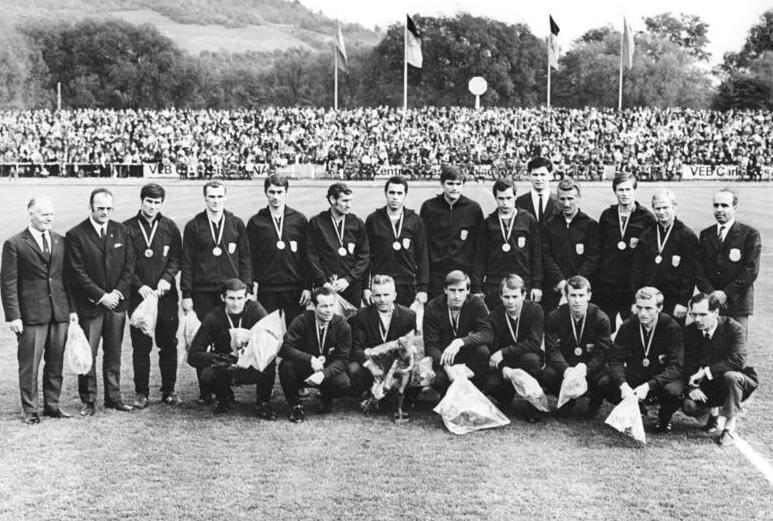
Il dopo la vittoria della DDR-Oberliga 1969-1970.

A metà degli anni sessanta viene varata una nuova riforma, tesa ad aumentare la competitività dei club in campo internazionale: alcune società si trasformano in Fußballclub, nei quale vengono trasferiti i migliori giocatori. Intanto poco prima era stato istituito un riconoscimento al miglior giocatore dell'anno, che nella sua storia verrà vinto per tre volte da due calciatori: Jürgen Croy e Hans-Jürgen Dörner.
È ora il turno del Karl-Marx-Stadt, che vince il campionato 1966-1967, mentre il Carl Zeiss Jena arriva a tre successi nel 1969-1970. Il club più titolato è comunque la Vorwärts Berlino, che l'anno precedente era arrivato a quota sei. Tuttavia per la squadra è alle porte un nuovo spostamento: qualche anno più tardi verrà infatti trasferita definitivamente a Francoforte sull'Oder.

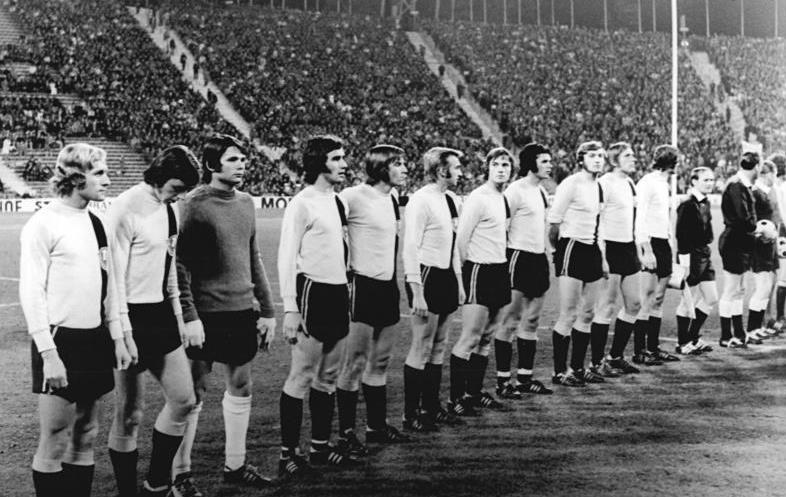
La prima della partita contro il nella Coppa dei Campioni 1973-1974.

L'Oberliga 1970-1971 segna il ritorno alla vittoria della Dinamo Dresda, che era rimasta a lungo lontana dai successi dopo la rifondazione forzata degli anni Cinquanta. Nella stagione seguente è invece il Magdeburgo a iscrivere per la prima volta il suo nome nell'albo d'oro, proprio mentre la BFC Dynamo raggiunge la semifinale nella Coppa delle Coppe. Nel 1972-1973 arriva un nuovo successo per i giallo-neri, che eliminano la Juventus nella successiva Coppa dei Campioni ma che vengono poi sconfitti dai futuri campioni del Bayern Monaco, in quello che è comunque il primo confronto tra club delle due Germanie. La stagione 1973-1974 sorride invece ai bianco-blu, che vincono sia l'Oberliga che la Coppa delle Coppe: questo trofeo viene sollevato a Rotterdam dopo aver battuto in finale il Milan di Giovanni Trapattoni. In seguito però l'allenatore Heinz Krügel verrà bandito per essersi rifiutato di piazzare delle microspie per controllare i giocatori del Bayern, e per aver cercato un accordo con la Juventus. In questo periodo anche lo Zwickau raggiunge una semifinale continentale, precisamente nella Coppa delle Coppe 1975-1976. Sul fronte interno, invece, da qui al 1978 saranno la Dinamo e il Magdeburgo, nel quale milita anche Joachim Streich, a spartirsi le vittorie, arrivando rispettivamente a quota sei e a tre.
Intanto però i Mondiali del 1974 si erano tenuti in Germania Ovest, e ad Amburgo si era disputato uno storico incontro tra le due Nazionali divise dal Muro: sebbene i padroni di casa si sarebbero in seguito laureati Campioni del Mondo, quella gara terminò 1-0 per la Nazionale dell'Est grazie al gol di Jürgen Sparwasser. La Repubblica Democratica Tedesca otterrà comunque importanti vittorie nelle competizioni giovanili: tre nel Campionato europeo di calcio Under-19, più un oro alle Olimpiadi del 1976.

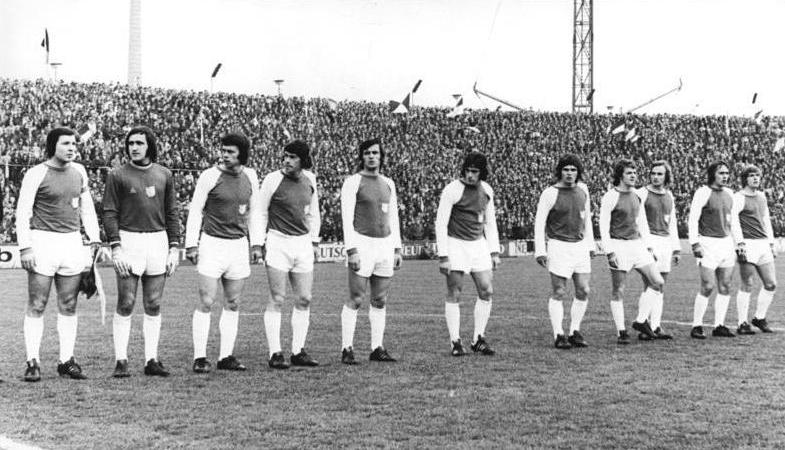
Il prima della semifinale della Coppa delle Coppe 1973-1974 contro lo.

Tornando al campionato, l'Oberliga 1978-1979 segna l'inizio del decennale dominio dalla BFC Dynamo. Questo anche grazie al potere di Erich Mielke, che è a capo della Stasi: al club viene dato accesso al doping di Stato, inoltre la squadra gode di favori arbitrali, talvolta evidenti. Un celebre episodio al riguardo si verifica il 22 marzo 1986 a Lipsia: la locale Lokomotive gioca una sfida al vertice contro la Dinamo, che i padroni di casa devono vincere per continuare a sperare nel titolo. L'impresa sembra riuscire, dato che la Lokomotive va subito in vantaggio, tuttavia l'1-0 dura solo fino al novantaquattresimo: a questo punto Bernd Stumpf fischia infatti un rigore (che passerà alla storia come il "rigore della vergogna") per un contatto in area ospite. Arriva così il pareggio, ma la Federazione decide di sospendere l'arbitro e di limitare in seguito le influenze esterne.

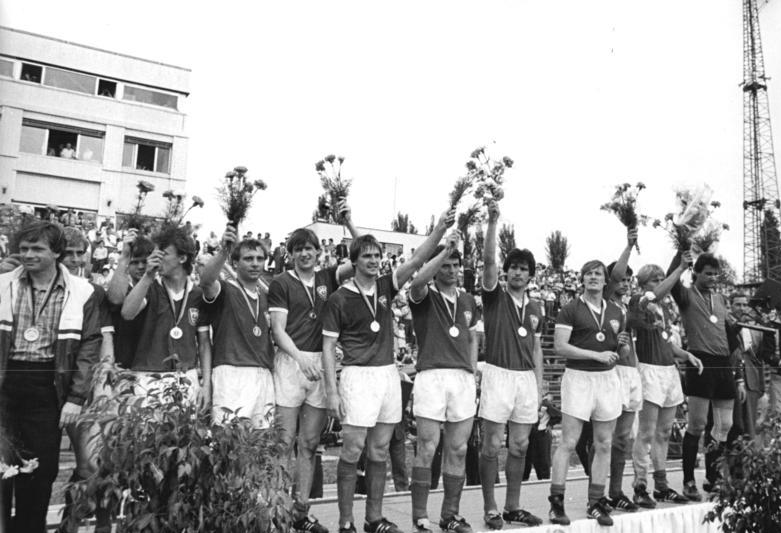
La festeggia la vittoria della DDR-Oberliga 1983-1984.

La Dinamo è comunque una squadra forte, anche perché può disporre dei migliori giocatori. Tra questi ci sono anche Reinhard Lauck, Andreas Thom e Lutz Eigendorf; quest'ultimo però, detto il Beckenbauer dell'Est, riesce a fuggire in Germania Ovest. Eigendorf non è certamente né il primo ad esserci riuscito, né sarà l'ultimo: è infatti seguito, ad esempio, da Falko Götz e da Dirk Schlegel, e poi anche da Frank Lippmann.
In questo periodo altre due squadre della Germania Est riescono a raggiungere una finale europea: la prima è il Carl Zeiss Jena, che, dopo aver eliminato anche la Roma viene tuttavia sconfitto dalla Dinamo Tbilisi nella finale della Coppa delle Coppe 1980-1981, mentre la seconda è la Lokomotive Lipsia, che subisce la stessa sorte contro l'Ajax nell'edizione 1986-1987 della manifestazione. La Dinamo invece, nonostante il dominio in Patria, non fa mai molta strada nella Coppa dei Campioni, arrivando al massimo a disputare i quarti in due occasioni. Nell'ultima di queste, nella stagione 1983-1984, è eliminata dalla Roma poi finalista.

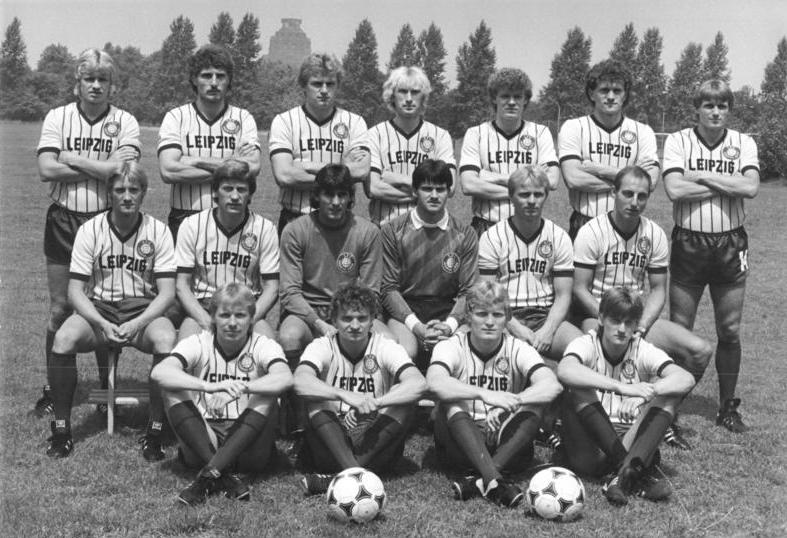
La nel 1986.

Le cose cambiano dal campionato 1988-1989, che viene vinto, come il successivo, dalla Dinamo Dresda nella quale milita anche il futuro Pallone d'oro Matthias Sammer; la squadra arriva così a otto titoli, e raggiunge anche le semifinali nella Coppa UEFA 1988-1989.
Intanto però, il 9 novembre 1989 il mondo ha assistito alla caduta del muro di Berlino, che porterà, tra le molte cose, anche alla fine del divieto di espatrio per tutti i cittadini del Paese. Anche i calciatori possono quindi emigrare: il primo a farlo è Andreas Thom, che passa al Bayer Leverkusen. Il regime comincia presto a crollare, e in seguito all'apertura degli archivi della Stasi verrà alla luce una fitta rete di informatori, della quale fanno parte molti cittadini insospettabili: tra questi figurano naturalmente anche i nomi di noti calciatori.
Si comincia quindi a parlare di riunificazione tedesca, che per il calcio dell'Est significa l'entrata nel sistema della Germania Ovest. Il 20 novembre 1990, durante l'ultimo campionato dell'Est la Federazione si scioglie per lasciare il posto all'associazione regionale del nord-est (NOFV). Infine, il 25 maggio 1991 l'Hansa Rostock vince il suo primo e unico titolo: viene così ammesso alla Bundesliga 1991-1992 insieme alla Dinamo Dresda, che si classifica seconda.

## Partecipazioni per squadra
Sono 46 le squadre che hanno preso parte ai 44 campionati della DDR-Oberliga che sono stati disputati a partire dal 1948 fino alla stagione 1990-1991.
- 38 volte:  Wismut Aue[10]
- 37 volte:  Rot-Weiß Erfurt
- 35 volte:  Carl Zeiss Jena,  BFC Dynamo,  Vorwärts Berlino[11],  Sachsenring Zwickau[12]
- 34 volte:  Chemie Halle[13]
- 31 volte:  Dinamo Dresda,  Hansa Rostock,  Karl-Marx-Stadt[14]
- 30 volte:  Magdeburgo
- 27 volte:  Lokomotive Lipsia
- 19 volte:  Chemie Lipsia,  Union Berlino
- 16 volte:  Stahl Riesa
- 14 volte:  Lok Stendal
- 13 volte:  Aktivist Brieske-Senftenberg
- 11 volte:  Einheit Dresda[15]
- 9 volte:  Rotation Babelsberg,  Rotation Lipsia[16]
- 8 volte:  SC Lokomotive Lipsia
- 7 volte:  Stahl Brandeburgo,  Energie Cottbus
- 6 volte:  Wismut Gera
- 5 volte:  Motor Dessau,  Fortschritt Meerane,  Fortschritt Weißenfels
- 4 volte:  Stahl Thale,  Chemie Böhlen
- 3 volte:  Motor Altenburg,  Eisenhüttenstädter Stahl
- 2 volte: Empor Lauter,  Motor Steinach,  Chemie Zeitz,  Motor Wismar,  Fortschritt Bischofswerda,  Vorwärts Stralsund,  Einheit Pankow
- 1 volta:  Friedrichstadt, Weimar-Ost,  Sachsen Lipsia,  Post Neubrandenburg,  Lichtenberg 47,  Vorwärts Schwerin,  Chemie Buna Schkopau,  Motor Suhl

## Albo d'oro
Dal novembre 2005 la Federazione calcistica della Germania concede alle squadre vincitrici della DDR-Oberliga di aggiungere al proprio stemma sulla maglia una stella con inscritto il numero di titoli vinti.
- 1947-1948  Planitz (1)
- 1948-1949  Union Halle (1)
- 1949-1950  Horch Zwickau (1)
- 1950-1951  Chemie Lipsia (1)
- 1951-1952  Turbine Halle (2)
- 1952-1953  Dinamo Dresda (1)
- 1953-1954  Turbine Erfurt (1)
- 1954-1955  Turbine Erfurt (2)
- 1955  Wismut Karl-Marx-Stadt (1)
- 1956  Wismut Karl-Marx-Stadt (2)
- 1957  Wismut Karl-Marx-Stadt (3)
- 1958  Vorwärts Berlino (1)
- 1959  Wismut Karl-Marx-Stadt (4)
- 1960  Vorwärts Berlino (2)
- 1961-1962  Vorwärts Berlino (3)
- 1962-1963  Motor Jena (1)
- 1963-1964  Chemie Lipsia (2)
- 1964-1965  Vorwärts Berlino (4)
- 1965-1966  Vorwärts Berlino (5)
- 1966-1967  Karl-Marx-Stadt (1)
- 1967-1968  Carl Zeiss Jena (2)
- 1968-1969  Vorwärts Berlino (6)
- 1969-1970  Carl Zeiss Jena (3)
- 1970-1971  Dinamo Dresda (2)
- 1971-1972  Magdeburgo (1)
- 1972-1973  Dinamo Dresda (3)
- 1973-1974  Magdeburgo (2)
- 1974-1975  Magdeburgo (3)
- 1975-1976  Dinamo Dresda (4)
- 1976-1977  Dinamo Dresda (5)
- 1977-1978  Dinamo Dresda (6)
- 1978-1979  BFC Dynamo (1)
- 1979-1980  BFC Dynamo (2)
- 1980-1981  BFC Dynamo (3)
- 1981-1982  BFC Dynamo (4)
- 1982-1983  BFC Dynamo (5)
- 1983-1984  BFC Dynamo (6)
- 1984-1985  BFC Dynamo (7)
- 1985-1986  BFC Dynamo (8)
- 1986-1987  BFC Dynamo (9)
- 1987-1988  BFC Dynamo (10)
- 1988-1989  Dinamo Dresda (7)
- 1989-1990  Dinamo Dresda (8)
- 1990-1991  Hansa Rostock (1)

## Record

### Calciatori

#### Cannonieri
Fonte
| #  | Giocatore            | Gol | Squadre                                         | Periodo   |
| -- | -------------------- | --- | ----------------------------------------------- | --------- |
| 1  | Joachim Streich      | 229 | Hansa Rostock, Magdeburgo                       | 1969-1985 |
| 2  | Eberhard Vogel       | 188 | Karl-Marx-Stadt, Carl Zeiss Jena                | 1962-1982 |
| 3  | Peter Ducke          | 153 | Carl Zeiss Jena                                 | 1960-1975 |
| 4  | Henning Frenzel      | 152 | Lokomotive Lipsia, Chemie Lipsia                | 1960-1978 |
| 5  | Günter Schröter      | 142 | Volkspolizei Potsdam, Dinamo Dresda, BFC Dynamo | 1949-1963 |
| 6  | Hans-Jürgen Kreische | 131 | Dinamo Dresda                                   | 1964-1978 |
| 7  | Rüdiger Schnuphase   | 123 | Rot-Weiß Erfurt, Carl Zeiss Jena                | 1971-1986 |
| 8  | Dieter Kühn          | 122 | Lokomotive Lipsia, Chemie Lipsia                | 1974-1989 |
| 9  | Bernd Bauchspieß     | 120 | Chemie Zeitz, BFC Dynamo, Chemie Lipsia         | 1957-1973 |
| 10 | Jürgen Heun          | 114 | Rot-Weiß Erfurt                                 | 1976-1990 |

#### Presenze
Fonte
| #  | Giocatore          | Presenze | Squadre                                       | Periodo   |
| -- | ------------------ | -------- | --------------------------------------------- | --------- |
| 1  | Eberhard Vogel     | 440      | Karl-Marx-Stadt, Carl Zeiss Jena              | 1968-1982 |
| 2  | Alois Glaubitz     | 428      | Motor Zwickau, Sachsenring Zwickau            | 1956-1973 |
| 3  | Henning Frenzel    | 420      | Lokomotive Lipsia, Chemie Lipsia              | 1960-1978 |
| 4  | Hans-Jürgen Dörner | 392      | Motor WAMA Görlitz, Dinamo Dresda             | 1969-1986 |
| 5  | Reinhard Häfner    | 391      | Rot-Weiß Erfurt, Dinamo Dresda                | 1971-1988 |
| 6  | Wolfgang Seguin    | 380      | Aufbau Magdeburgo, Magdeburgo                 | 1964-1981 |
| 7  | Joachim Streich    | 378      | Hansa Rostock, Magdeburgo                     | 1969-1985 |
| 8  | Frank Terletzki    | 373      | BFC Dynamo                                    | 1970-1986 |
| 9  | Jürgen Croy        | 372      | Sachsenring Zwickau                           | 1965-1981 |
| 10 | Holger Erler       | 359      | Vorwärts Marienberg, Erzgebirge Aue, Gera Süd | 1970-1985 |

### Videografia
- Federico Ferri, Federico Buffa, Storie Mondiali: Arancia Meccanica (1974), Sky Sport, 2014.